# 奧加·哈爾瓦托娃
奧加·哈爾瓦托娃（Olga Charvátová，1962年6月11日—），捷克高山滑雪運動員，生於哥特瓦爾德夫（今兹林）。哈爾瓦托娃曾代表捷克斯洛伐克參加1984年塞拉耶佛冬季奧運並為該國取得唯一一面高山滑雪銅牌，現已退休。

## 個人紀錄
| 日期          | 比賽地點    | 賽事     |
| ------------- | ----------- | -------- |
| 1983年1月21日 | 施伦斯      | 混合滑雪 |
| 1986年2月4日  | Piancavallo | 曲道     |